# Ritterhaus (Wilhermsdorf)

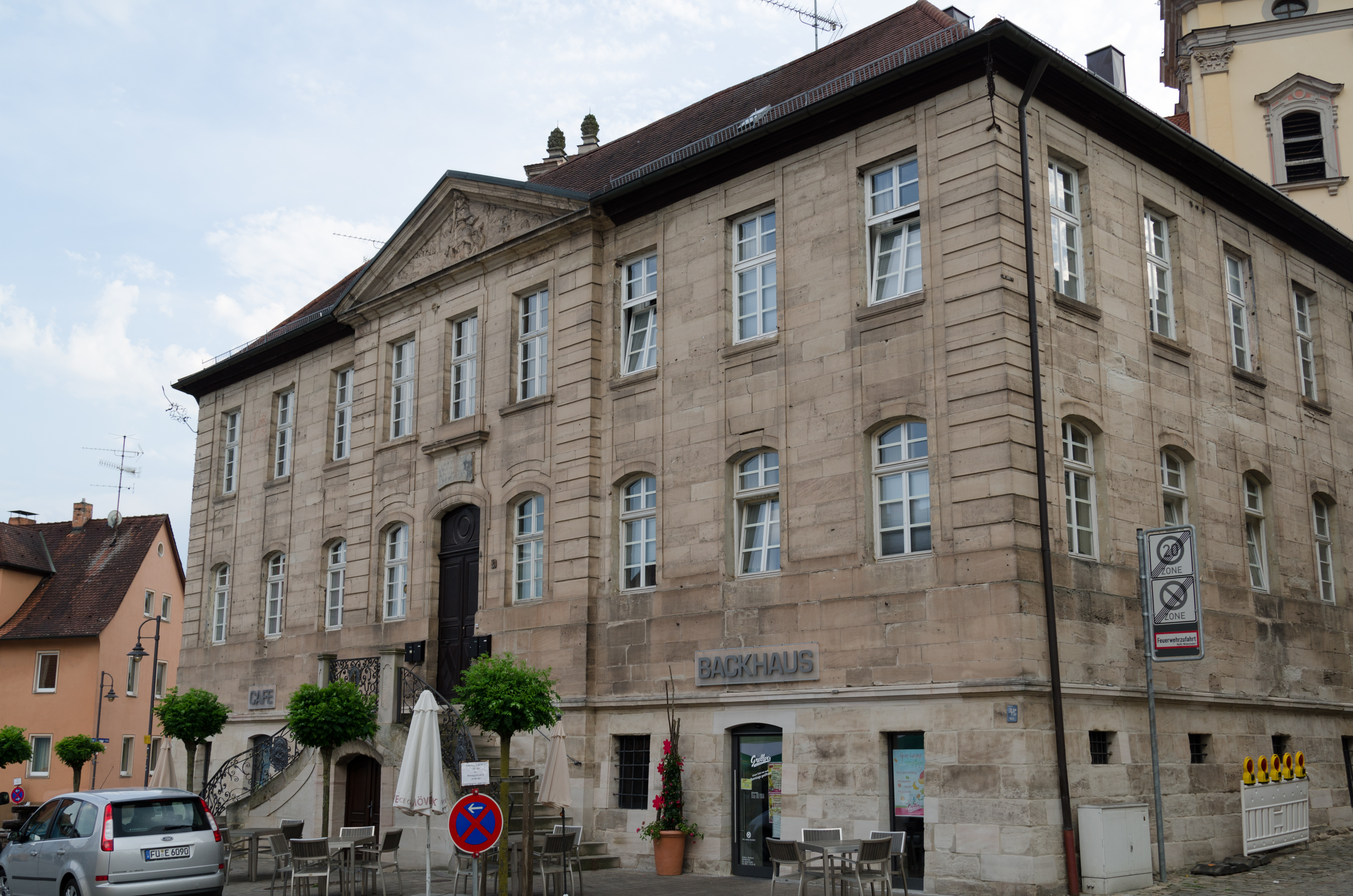
Ritterhaus (Wilhermsdorf)

Das denkmalgeschützte Ritterhaus steht in Wilhermsdorf, einem Markt im Landkreis Fürth (Mittelfranken, Bayern). Das Bauwerk ist unter der Denkmalnummer D-5-73-133-22 als Baudenkmal in der Bayerischen Denkmalliste eingetragen.

## Beschreibung
Der Gebäudekomplex aus drei zweigeschossigen Gebäudetrakten aus Quadermauerwerk, die sich um einen nach Westen offenen Hof gruppieren, wurde 1720 vom Ritterkanton Altmühl erbaut, der seinen Sitz der Verwaltung 1703 nach Wilhermsdorf verlegt hatte. In der Mitte der Fassade am Marktplatz befindet sich ein Risalit, in dessen Giebel der heilige Georg dargestellt ist. Das Portal im Risalit wird über eine Freitreppe erreicht. 